# چر امی
چِر اِمی (به فرانسوی: Cher Ami؛ به معنای «دوست عزیز»، در مذکر) یک کبوتر خانگی بود که به‌خاطر خدمت سربازی‌اش در طول جنگ جهانی اول، به‌ویژه حمله موز-آرگون در اکتبر ۱۹۱۸ شهرت داشت. او به دلیل ارسال پیامی به نیروهای آمریکایی در مورد محل گردان گمشده، با وجود جراحات شدید و از دست دادن یک پا، مشهور است.